# 2017 au Maroc
Chronologie du Maroc
- 2013
- 2014
- 2015
- 2016
- 2017
- 2018
- 2019
- 2020
- 2021

Cet article présente les faits marquants de l'année 2017 au Maroc ou relatifs au Maroc.

## Événements
- « Le « séisme politique » ou le principe de la reddition des comptes sera l’effet marquant de l’année et de celles à venir »[1].
- Pour la première fois, le pouvoir judiciaire acquiert l'indépendance[1].
- Mise en place du gouvernement Saâd Eddine Othmani[2].

## Sports
- Les Championnats d'Afrique de lutte 2017 se déroulent du 26 au 30 avril 2017 à Marrakech, au Maroc.
- L'équipe du Maroc participe aux Jeux mondiaux de 2017 à Wrocław en Pologne.
- Le Meeting international Mohammed-VI 2017 se déroule le 16 juillet 2017 au Stade Moulay Abdallah de Rabat, au Maroc. Il s'agit de la dixième étape de la Ligue de diamant 2017.
- La troisième édition des championnats du monde de judo toutes catégories se déroule les 11 et 12 novembre 2017 à Marrakech au Maroc.
- La Tri-nations maghrébin 2017 est une compétition organisée par Rugby Afrique qui oppose les trois nations maghrébines. Avec l'accord de World Rugby, la deuxième édition du Tri-nations se déroule du 17 au 23 décembre 2017 à Oujda au Maroc[3]. Cette compétition est alors organisée par la Fédération royale marocaine de rugby et Rugby Afrique au Stade municipal d'Oujda.

### Cyclisme
- La 30e édition du Tour du Maroc a lieu du 7 au 16 avril 2017. Elle fait partie du calendrier UCI Africa Tour 2017 en catégorie 2.2.

### Football
- La saison 2016-2017 de la Botola Pro1 IAM est la 101e édition du Championnat du Maroc de football. Il s'agit de la 6e édition du championnat sous l'ère professionnelle. Le recordman de cette compétition qui est Wydad AC remporte son 19e sacre de champion du Maroc.
- La saison 2017-2018 de la Botola Pro1 IAM est la 102e édition du Championnat du Maroc de football. Il s'agit de la 7e édition du championnat sous l'ère professionnelle. L'IR Tanger remporte son premier titre de champion du Maroc après 35 ans d'existence.
- La Coupe du Trône 2017 est la 61e édition de la Coupe du Trône de football.
- L'édition 2017 du Trophée des champions est la 41e édition du Trophée des champions et se déroule le 29 juillet 2017 au Stade Ibn-Batouta au Maroc[4]. Il s'agit de la quatrième édition disputée en Afrique et la deuxième édition disputée à Tanger après l'édition 2011.
- Le Championnat du Maroc de football D2 2016-2017 est la 61e édition du championnat du Maroc de football D2. Elle oppose 16 clubs regroupées au sein d'une poule unique où les équipes se rencontrent deux fois, à domicile et à l'extérieur. En fin de saison, les deux derniers sont relégués et remplacés par les Deux meilleurs clubs de GNFA1, la troisième division marocaine. Les deux premières places sont qualificatives à la Botola Pro 2017-2018.
- Le Championnat du Maroc de football D2 2017-2018 est la 62e édition du championnat du Maroc de football D2. Elle oppose 16 clubs regroupées au sein d'une poule unique où les équipes se rencontrent deux fois, à domicile et à l'extérieur. En fin de saison, les deux derniers sont relégués et remplacés par les deux premiers clubs de la Division Nationale, l'équivalent de la D3 au Maroc. Les deux premières places sont qualificatives à la Botola Pro 2018-2019.
- Le Championnat du Maroc de football D3 2017-2018 oppose 16 clubs regroupés au sein d'une poule unique où les équipes se rencontrent deux fois, à domicile et à l'extérieur.

- La saison 2016-2017 du Raja Club Athletic est la 68e de l'histoire du club depuis sa fondation le 20 mars 1949. Elle fait suite à la saison 2015-2016 dans laquelle le Raja a terminé le championnat en 5e position.
- La saison 2016-2017 du Wydad AC voit le club remporter la Botola Pro, le championnat du Maroc[5]. Il termine la Ligue des champions en demi-finales, battu par le club égyptien du Zamalek SC. En Coupe du trône, le club s'incline en huitièmes de finale face au Maghreb de Fès.

### Tennis
- L'édition féminine 2017 du tournoi de tennis du Maroc se déroule du 1er au 6 mai sur terre en extérieur. Elle appartient à la catégorie International. Anastasia Pavlyuchenkova remporte l'épreuve en simple, Tímea Babos et Andrea Hlaváčková celle en double.
- L'édition masculine 2017 du tournoi de tennis du Maroc se déroule du 10 au 16 avril sur terre battue en extérieur. Elle appartient à la catégorie ATP 250. Borna Ćorić remporte l'épreuve en simple, Dominic Inglot et Mate Pavić celle en double.

## Culture
- La onzième édition du Festival international du film de femmes de Salé (FIFFS), s'est tenue du 25 au 30 septembre 2017,
- Burnout (بورن آوت) est un film dramatique italo-norvégo-marocain réalisé par Nour-Eddine Lakhmari, sorti en 2017.
- Headbang Lullaby est un film marocain réalisé par Hicham Lasri, sorti en 2017.
- Looking for Oum Kulthum (À la recherche d'Oum Kalthoum)  est un film international sorti en 2017, consacré à la diva égyptienne Oum Kalthoum. Le film est  dirigé par Shirin Neshat, en collaboration avec Shoja Azari.
- Razzia est un film franco-belgo-marocain réalisé par Nabil Ayouch, sorti en août 2017 au festival de Toronto et en février 2018 en France.
- Volubilis est un film franco-marocain réalisé par Faouzi Bensaïdi, sorti en 2017.